# RS-331
Pour les articles homonymes, voir Route 331.
La RS 331 est une route locale du Nord-Ouest de l'État du Rio Grande do Sul qui relie la BR-153, dans la municipalité d'Erechim, à l’embranchement des RS-126 et RS-491, sur la commune de Marcelino Ramos, sur le río Uruguay et à la limite avec l'État de Santa Catarina. Elle dessert Erechim, Gaurama, Viadutos et Marcelino Ramos, et est longue de 49,050 km.